# Готтлоб Мюллер
Готтлоб Мюллер (нім. Gottlob Müller; 17 березня 1895, Кітцінген — 28 квітня 1945, Берлін) — німецький воєначальник, генерал-лейтенант люфтваффе (1 листопада 1943). Кавалер Лицарського хреста Залізного хреста.

## Біографія
Після початку Першої світової війни 5 серпня 1914 року вступив у 15-й баварський піхотний полк. Кілька разів був тяжко поранений. В 1917 році пройшов льотну підготовку, з липня 1918 року — льотчик 790-ї винищувальної ескадрильї. В квітні-серпні 1919 року — член авіазагону А-2 у складі Добровольчого корпусу фон Еппа.
Після демобілізації армії залишений в рейхсвері, служив у 7-му автотранспорті батальйоні. З 1 квітня 1928 до 31 серпня 1929 року навчався на секретних авіаційних курсах (у цей період він офіційно перебував у відставці). З 1 вересня 1929 року — командир роти 7-го автотранспортного батальйону. 1 лютого 1932 року для дотримання конспірації звільнений у відставку та призначений начальником авіастанції в Липецьку, де знаходилася секретна авіашкола рейхсверу. 1 жовтня 1933 року зарахований в люфтваффе і призначений начальником авіаційного піхотного училища в Шляйссгаймі. З 1 жовтня 1934 року — начальник відділу штабу 5-го авіаційного округу, з 1 березня 1937 року — командир 3-ї групи 255-ї бомбардувальної ескадри і комендант авіабази в Меммінгені. З 1 квітня 1938 року — офіцер для особливих доручень при головнокомандувачі люфтваффе, з 1 вересня 1938 року — начальник 5-ї групи 5-ї інспекції люфтваффе (навігаційного майна).
З 1 січня 1939 року — начальник бомбардувальних, штурмових і розвідувальних авіаційних училищ, одночасно в 1940 році очолював аеродромну службу авіаційної області «Бельгія — Північна Франція». 15 березня 1943 року призначений начальником авіаційної області «Туніс». З 19 липня 1943 року — вищий командир бомбардувальної і розвідувальної авіації, з 1 листопада 1944 року — командир винищувальної авіації в Берліні. В 1944 року поставлений на чолі 724-ї польової комендатури. В січні 1945 року переведений в резерв ОКЛ. З 3 лютого 1945 року офіцер зв'язку люфтваффе при штабі 3-го військового округу. Загинув у бою на аеродромі Гатова.

## Нагороди
- Залізний хрест 2-го і 1-го класу
- Орден «За заслуги» (Баварія) 4-го класу з мечами
- Нагрудний знак пілота (Баварія)
- Нагрудний знак «За поранення» в сріблі
- Пам'ятний знак пілота (Пруссія)
- Почесний хрест ветерана війни з мечами
- Медаль «За вислугу років у Вермахті» 4-го, 3-го і 2-го класу (18 років)
- Комбінований Знак Пілот-Спостерігач
- Медаль «У пам'ять 1 жовтня 1938» із застібкою «Празький град»
- Застібка до Залізного хреста 2-го і 1-го класу
- Хрест Воєнних заслуг 2-го і 1-го класу з мечами
- Нагрудний знак люфтваффе «За наземний бій»
- Нагрудний знак зенітної артилерії люфтваффе
- Нагрудний знак пілота (Італія)
- Нарукавна стрічка «Африка»
- Лицарський хрест Залізного хреста (9 липня 1943)
- Німецький хрест в сріблі (26 липня 1943)